# Bruce Straley
Bruce Straley är en amerikansk spelregissör, grafiker och designer, främst känd för sin tid hos datorspelsutvecklaren Naughty Dog, och erkänd för sitt arbete i datorspel som The Last of Us och Uncharted 4: A Thief's End. Straleys första arbete i datorspelsbranschen var som grafiker på Western Technologies Inc, där han arbetade med två speltitlar. Efter detta arbetade han som designer på titlar för olika företag, före sin anställning på Crystal Dynamics, där han arbetade som designer för Gex: Ange Gecko och Gex 3: Deep Cover Gecko.
Straley anställdes av Naughty Dog 1999. Han arbetade som grafiker för Crash Team Racing och Jak and Daxter-serien. Efter detta blev han co-art director för Uncharted: Drake's Fortune och utsågs till spelregissör för Uncharted 2: Among Thieves. Han blev senare utvald till att leda utvecklingen av The Last of Us som spelregissör, en roll som han fortsatte under utvecklingen av Uncharted 4: A Thief's End. Straley har fått beröm för sitt arbete, speciellt för The Last of Us som har fått flera utmärkelser och nomineringar.

## Verk

### Datorspel
| År   | Titel                                | Roll              |
| ---- | ------------------------------------ | ----------------- |
| 1992 | Menacer 6-spelkassett                | Grafiker          |
| 1993 | X-Men                                | Grafik, design    |
| 1994 | Generations Lost                     | Designer          |
| 1996 | Mr. Bones                            | Diverse animering |
| 1998 | Gex: Enter the Gecko                 | Designer          |
| 1999 | Gex 3: Deep Cover Gecko              | Diverse grafik    |
| 1999 | Crash Team Racing                    | Grafiker          |
| 2001 | Jak and Daxter: The Precursor Legacy | Grafiker          |
| 2003 | Jak II                               | Grafiker          |
| 2004 | Jak 3                                | Grafiker          |
| 2007 | Uncharted: Drake's Fortune           | Co-art director   |
| 2009 | Uncharted 2: Among Thieves           | Spelregissör      |
| 2013 | The Last of Us                       | Spelregissör      |
| 2014 | The Last of Us: Left Behind          | Spelregissör      |
| 2016 | Uncharted 4: A Thief's End           | Spelregissör      |

### Film och TV
| År   | Titel                           | Noter                |
| ---- | ------------------------------- | -------------------- |
| 2013 | Grounded: Making The Last of Us | Dokumentär           |
| 2015 | Conversations with Creators     | Webbserie; Avsnitt 2 |